# Голос. Діти (п'ятий сезон)
П'ятий сезон шоу «Голос. Діти» — українське вокальне талант-шоу виробництва «1+1 Продакшн». Виходив на каналі «1+1» щонеділі о 21:00 від 26 травня 2019 до 7 липня 2019.
З колишнього складу тренерів залишились тільки Время и Стекло, а до них приєднались Джамала, DZIDZIO.

## Наосліп
| Випуск  | Тренери та їхні учасники                                                               | Тренери та їхні учасники                                                 | Тренери та їхні учасники                                                     | Тренери та їхні учасники |
| Випуск  | Джамала                                                                                | Время и Стекло                                                           | DZIDZIO                                                                      |                          |
| ------- | -------------------------------------------------------------------------------------- | ------------------------------------------------------------------------ | ---------------------------------------------------------------------------- | ------------------------ |
| 01      | Ярослав Політов Максим Давидюк                                                         | Таїсія Скоморохова Марія Магільная Дарина Бугайчук Олександр Зазарашвілі | Богдан Петровський Максим Устянський Юлія Карімі Ярослав Карпук Софія Винник |                          |
| 02      | Артем Шойжолов Єгор Уманець Софія Іванько                                              | Моніка Глазер Софія Бішова Максим Комісарчук Аделіна Іордаки             | Вероніка Морська Кіра Полонська Дарина Віцан                                 |                          |
| 03      | Єсенія Селезньова Микита Ачкасов Єлизавета Кирилюк Ангеліна Тереннікова Варвара Кошова | Карина Столаба Давид Красилюк                                            | Ліана Андреасян Надія Верховська                                             |                          |
| 04      | Надія Довбуш Анна Владова                                                              | Єлизавета Андрейко Поліна Бабій                                          | Ярослав Рогальський Софія Ярова                                              |                          |
| Загалом | 12                                                                                     | 12                                                                       | 12                                                                           |                          |